# ديليو رودريغيث
ديليو رودريغيث (بالإسبانية: Delio Rodríguez)‏ (مواليد 19 أبريل 1916 - الوفاة 14 يناير 1994) كان دراج إسباني سابق في صنف سباق الدراجات على الطريق.

## سباقات أو مراحل فاز بها
- طواف إسبانيا

## روابط خارجية
- ديليو رودريغيث على موقع أرشيف الدراجات (الإنجليزية)
- ديليو رودريغيث على موقع إحصائيات الدراجات الإحترافية (الإنجليزية)
- ديليو رودريغيث على موقع CycleBase (الإنجليزية)